# باندونيون

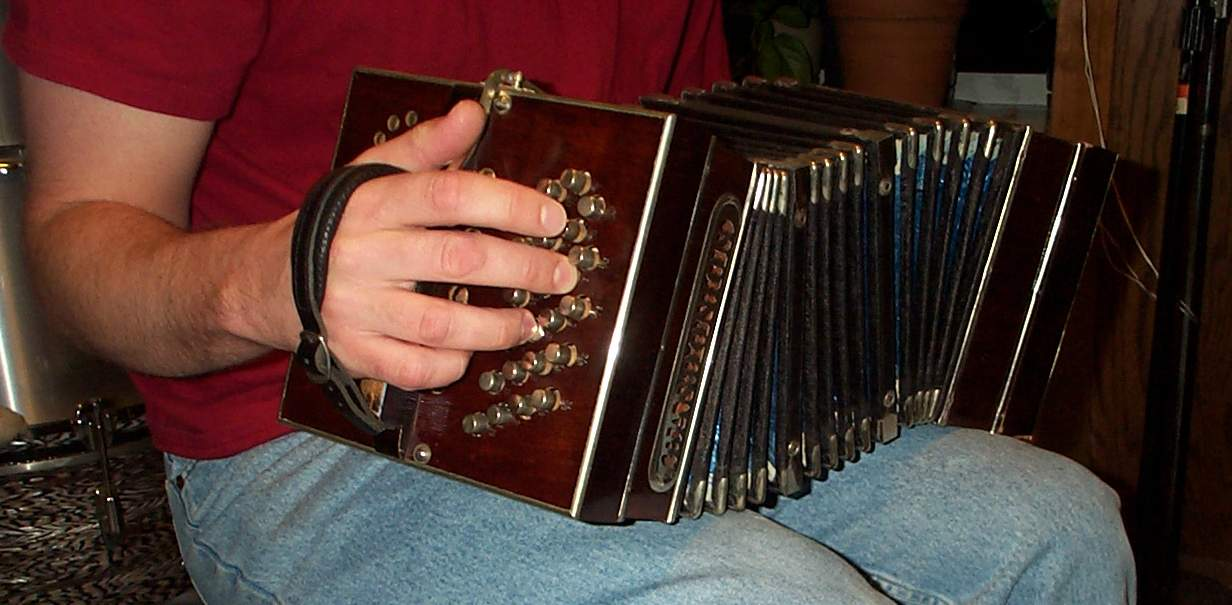
البَندُنيُن

البَندُنيُن أو البَندُنيُون أو (نقحرة: باندونيون) (بالإسبانية: bandoneón)‏ هو نوع من آلات الأكورديون الشعبية الخاصة في الأرجنتين، أوروغواي، ليتوانيا.
وهي آلة موسيقية ضرورية في معظم فرق التانغو التقليدية والأوركسترا النموذجية منذ 1910 فصاعداً، وهي من ضمن الأطقم الرئيسية في الموسيقى الشعبية في ليتوانيا.

## التاريخ
البَندُنيُن، سميت بذلك الاسم نسباً لتاجر الأدوات الموسيقية الألماني، هاينريش باند (1821-1860), وكانت في الأصل كأداة دينية ومن ضمن الموسيقى الشعبية اليوم، وعلى النقيض من سابقتها، تميل المزيد من الموسيقى الشعبية الألمانية للآلات الأكورديون.:16 حوالي عام 1870 جلب المهاجرون الألمانيون والإيطاليون والبحارة معهم الأكورديون إلى الأرجنتين، حيث اعتمدت لولادة موسيقى التانجو، سليلة الميلوتغا.
في عام 1910 أنتجت البَندُنيُن خصيصاً في الأرجنتين والأوروغواي وطرحت 25,000 وحدة في أسواق الأرجنتين في عام 1930. بيد أن انخفاض شعبيتها وتعطل المصانع الألمانية في الحرب العالمية الثانية أدى في النهاية لتضخم إنتاج البَندُنيُن.:17
الآلات الأصلية معروضة الآن في المتاحف الألمانية، مثل Bandoneon Museum der Familie Preuss في ليشتنبرغ ومجموعة أسرة شتاينهارت في كيشتزارتن, فرايبورغ.
تاريخياً أنتجت البَندُنيُن في المقام الأول في ألمانيا ولم تنتج في الأرجنتين نفسها على الرغم من شعبيتها. ونتيجة لذلك، من الألفينيات، أصبحت البَندُنيُن نادرة وباهظة الثمن (4,000$). في عام 2014، أعلنت الجامعة الوطنية في لانوس عن تطوير الآلة بأسعار معقولة في الأرجنتين، وكانوا يأملون لطرحها في السوق بسعر ثلث إلى نصف تكلفة النسخ السابقة.

## طريقة العزف
كما هو الحال مع غيرها من عائلة الأكورديون، تمسك البَندُنيُن بين اليدين، وبدفع وسحب الآلة تجبر الهواء بالخروج من خلال المنفاخ، والتي يتم توجيهه من خلال القصب عن طريق الضغط على الأزرار. وكما هو الحال بالأكورديون، تكون أزرار البَندُنيُن بالتوازي مع المنفاخ، في المقابل تكون بشكل عمودي على الأكورديون.
وعلى عكس البيانو والأكورديون، وعلى غرار الميلوديون أو الأنجلو أكورديون، ينتج زر البَندُنيُن نغمات مختلفة عند دفع وسحب الـ(bisonoric). وهذا يعني بأن كل مفتاح في الواقع يعطي نغمتين: واحدة عند الفتح والأخرى عند الإغلاق. وكذلك تقسيمات اليد اليمنى واليسرى تكون مختلفة، وعلى الموسيقي تعلم أربعة تقسيمات للوحة المفاتيح لللعب على الآلة.:18
تقسيمات لوحة المفاتيح هذه غير منظمة لتسهيل اللعب على الأوتار حسب الغرض الأصلي للآلة لدعم مطربين الموسيقى الدينية في الكنائس الصغيرة، أو لطلب رجال الدين لأداة محمولة (المبشرين، والدعاة المسافرين، والقساوسة من الجيش والبحرية، إلخ.)

## العازفون
الملحن والموزع الأرجنتيني، ومؤدي التانغو أنيبال ترويلو كان رائداً في القرن العشرين من دعاة البَندُنيُن.
أستور بيازولا عزف في أوركسترا ترويلو من عام 1939 إلى عام 1944.
بيازولا «فوغاتا» من معزوفة شوكيس عام 1969. 

## التركيب

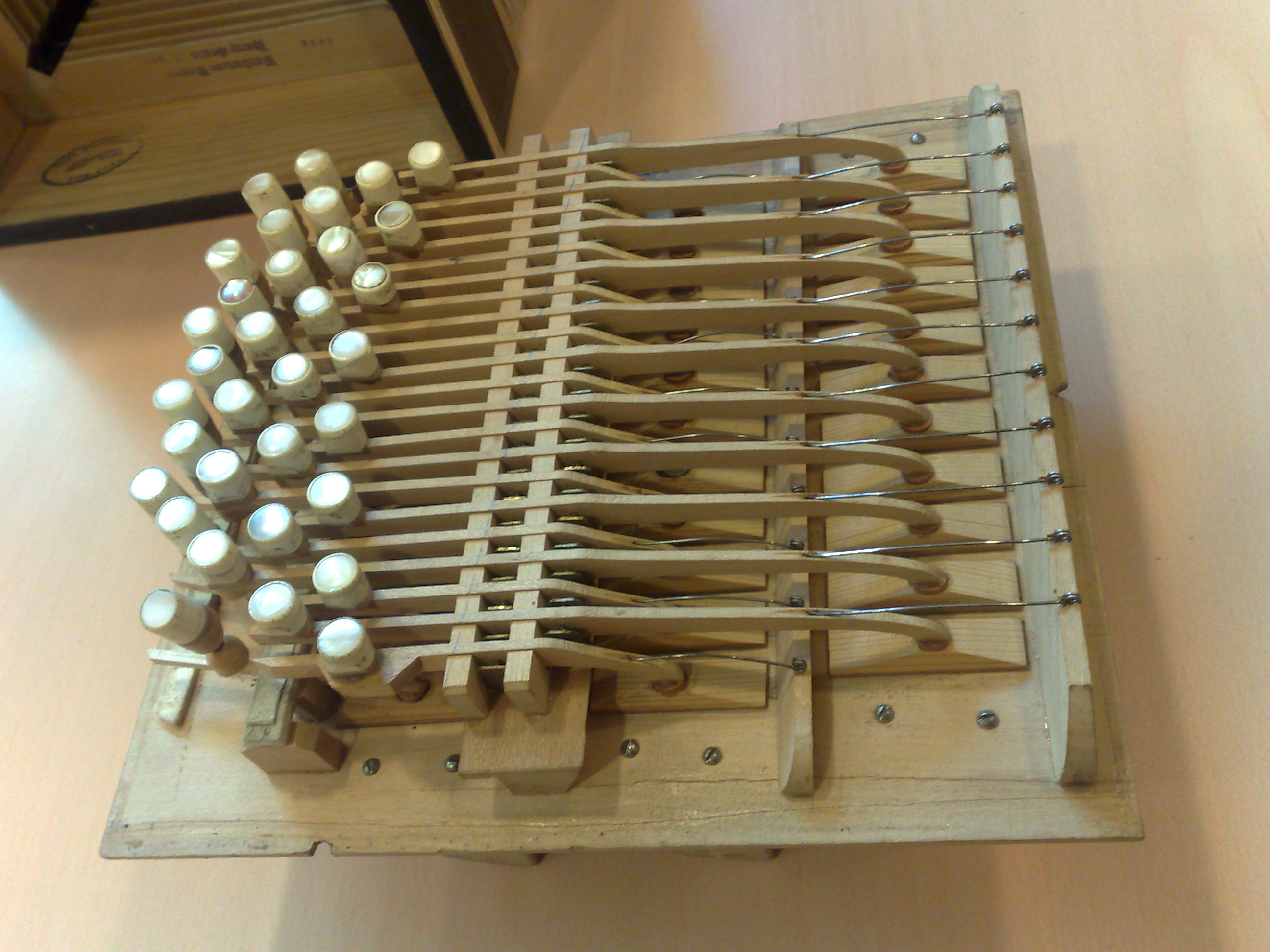
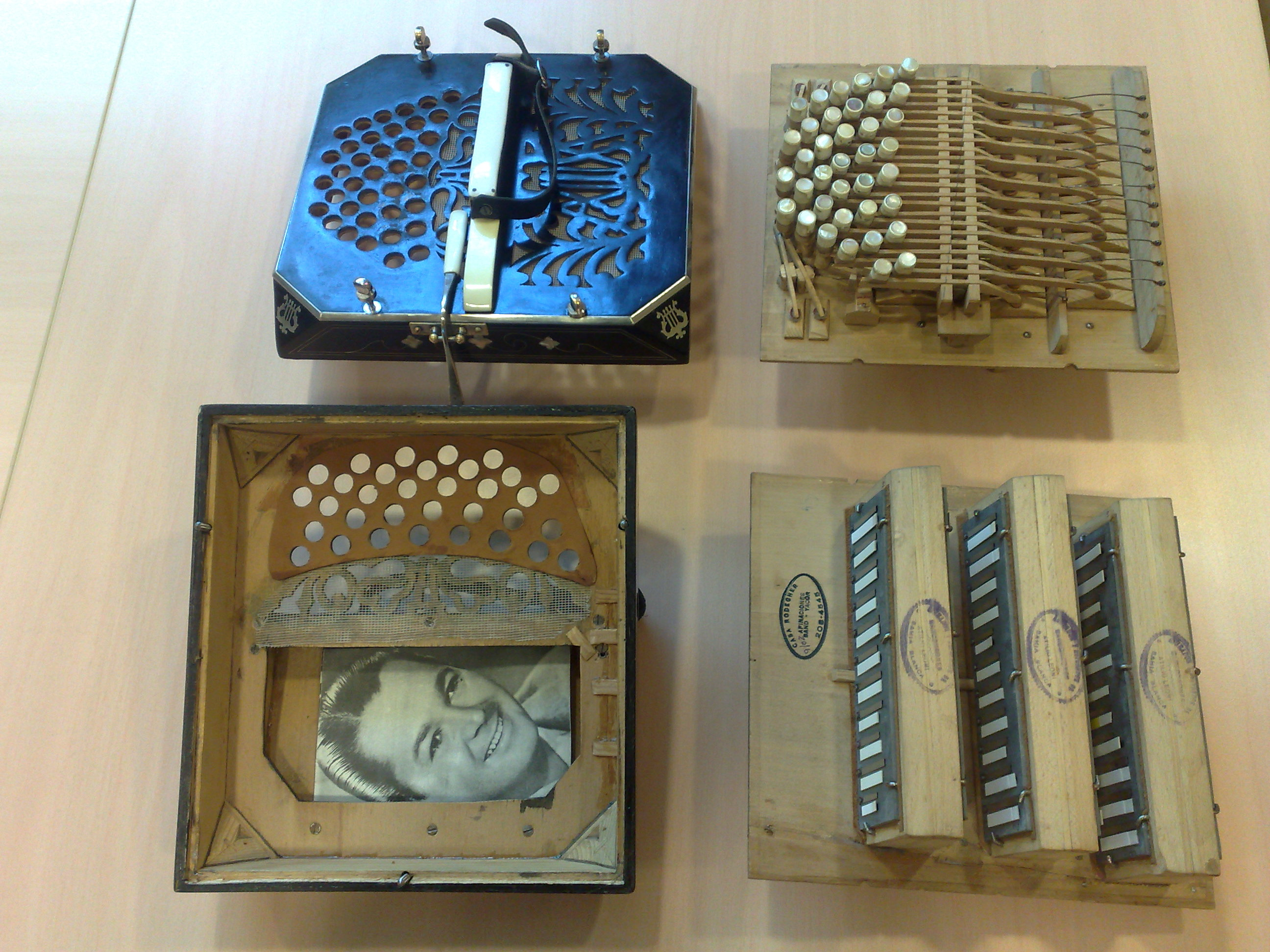
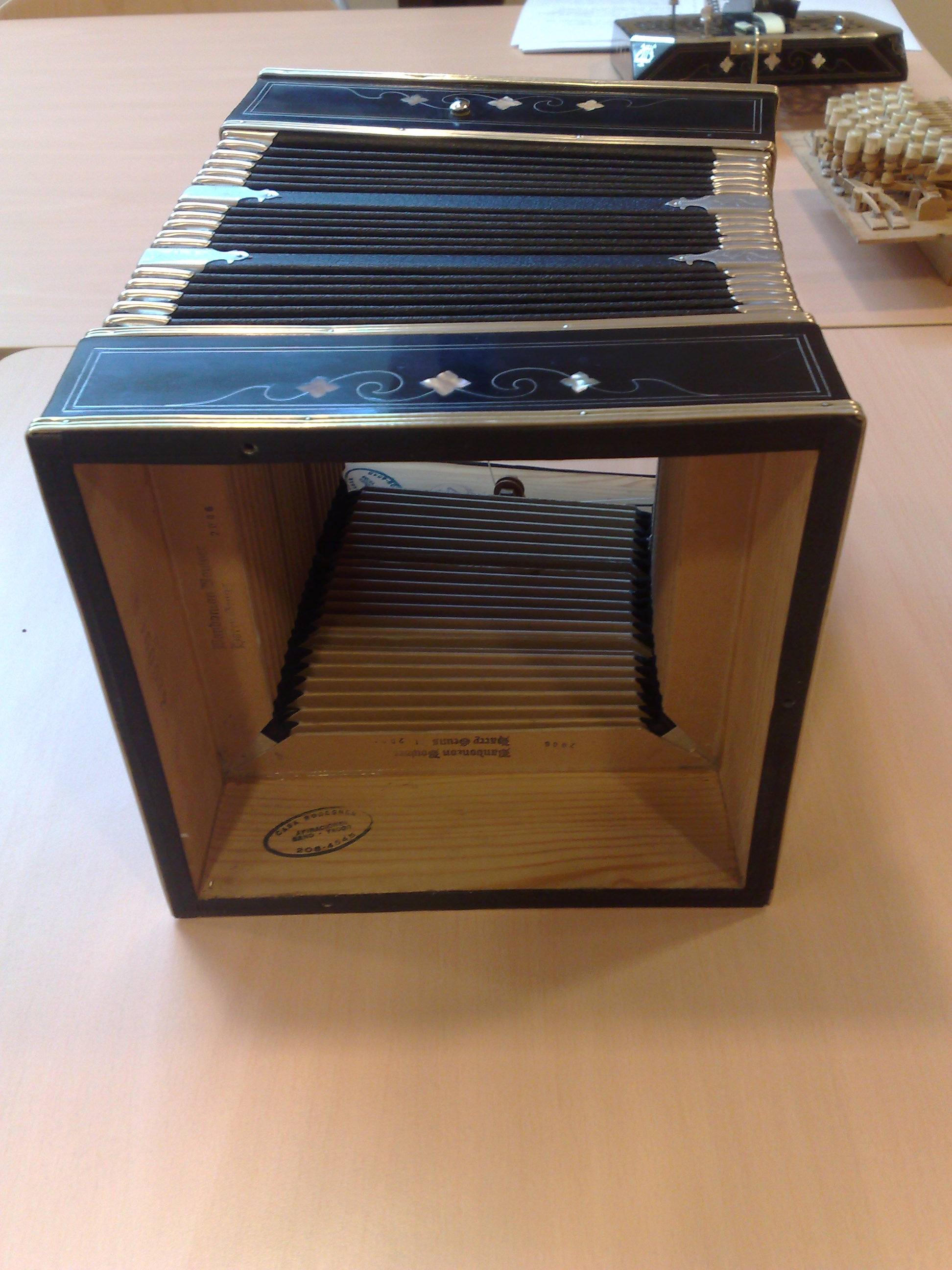
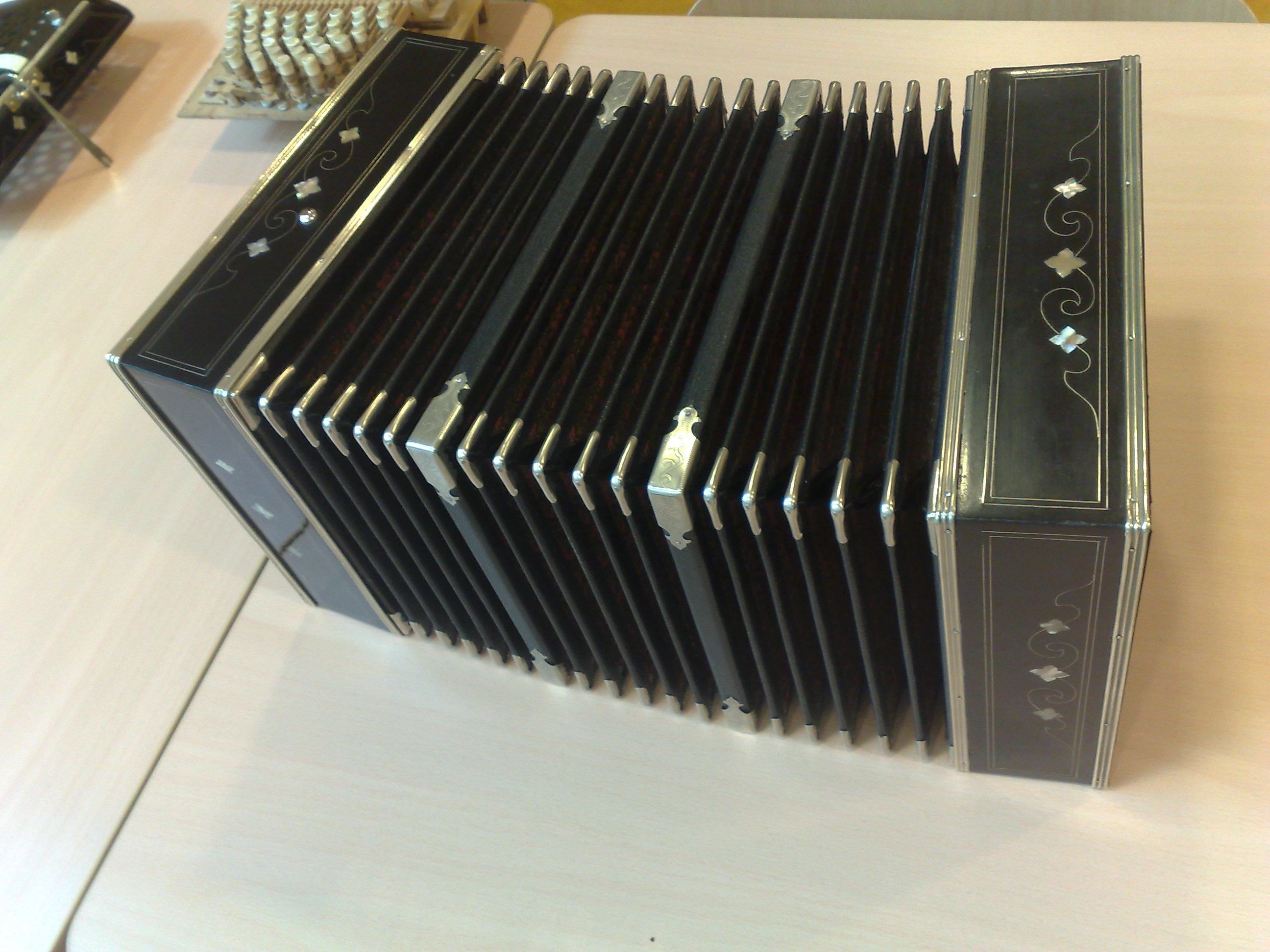
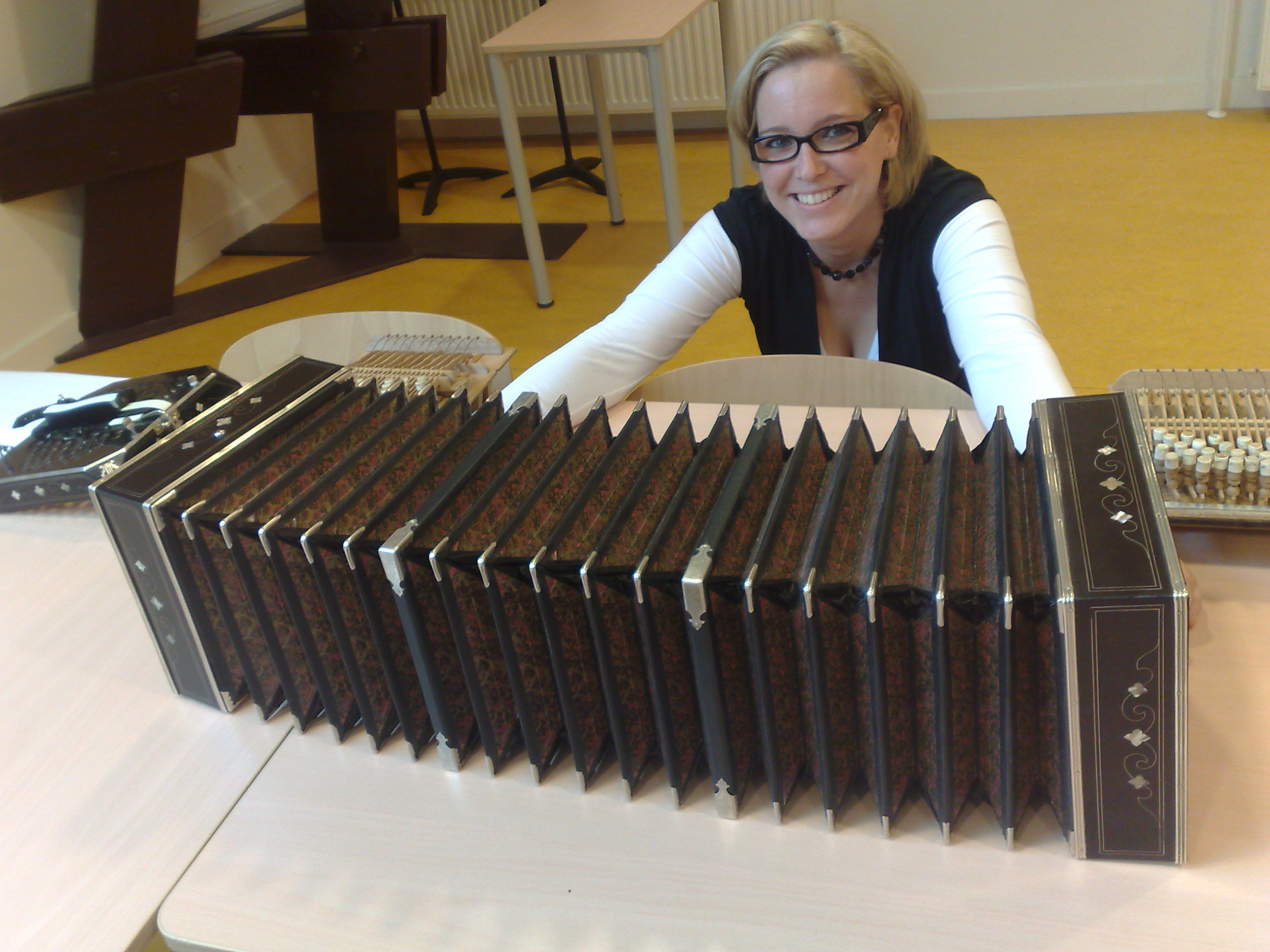

نظرة داخل البَندُنيُن الحديثة:

## وصلات خارجية
- Proyecto Bandomecum صفحة بوابة البَندُنيُن
- صفحة البَندُنيُن المسيحي